# Việt Nam 2–0 Các Tiểu vương quốc Ả Rập Thống nhất (2007)
Vào tối ngày 8 tháng 7 năm 2007 (theo giờ Việt Nam), một trận đấu bóng đá nằm trong khuôn khổ bảng B của Cúp bóng đá châu Á 2007 (AFC Asian Cup 2007) giữa hai đội tuyển bóng đá quốc gia, Việt Nam và Các Tiểu vương quốc Ả Rập Thống nhất (UAE), đã diễn ra tại Sân vận động Quốc gia Mỹ Đình, Hà Nội. Đây là trận đấu ra quân của cả hai đội tuyển và đánh dấu sự ra mắt của Việt Nam ở cấp độ châu lục sau khi thống nhất đất nước vào năm 1975. Trước đây, chỉ có Việt Nam Cộng hòa tham dự giải đấu. Việt Nam vượt qua vòng loại của giải đấu với tư cách là một trong bốn quốc gia chủ nhà của Asian Cup 2007, cùng với Indonesia, Malaysia và Thái Lan.
Trước trận đấu này, Việt Nam bị đánh giá thấp hơn so với đối thủ vì đây là lần đầu tiên Việt Nam tham dự giải đấu với tư cách một quốc gia thống nhất, ngoài ra vào thời điểm đó, Việt Nam được đặc cách vượt qua vòng loại vì là quốc gia chủ nhà, những điều này càng khiến truyền thông khu vực và giới chuyên môn nghi ngờ thực lực thực sự của Việt Nam. Tuy nhiên, Việt Nam đã bất ngờ có được chiến thắng với tỷ số 2–0 ở trận đấu này, với các bàn thắng của Huỳnh Quang Thanh ở phút 64 và Lê Công Vinh ở phút 73 và tạo ra cú sốc lớn nhất đối với châu lục.
Ở UAE cũng như thế giới Ả Rập, trận đấu này được gọi là Thảm họa Hà Nội (tiếng Ả Rập: كارثة هانوي), khi UAE đã để thua trước một đội tuyển chủ nhà yếu hơn và kém phát triển hơn nhiều. Trong khi đó ở Việt Nam, trận đấu này có ý nghĩa quan trọng do ảnh hưởng của trận đấu đến sự phát triển của bóng đá Việt Nam trong tương lai và được nhớ đến với tên gọi là Điều kỳ diệu ở Hà Nội. Trận đấu vẫn thường được cổ động viên và báo chí Việt Nam nhắc lại để cổ vũ cho đội tuyển nhà trước khi đối đầu với các đối thủ đến từ khu vực Trung Đông.

## Bối cảnh

### Việt Nam
Trước năm 1975, do hoàn cảnh đất nước bị chia cắt bởi chiến tranh, trên lãnh thổ Việt Nam tồn tại hai đội tuyển bóng đá quốc gia riêng biệt ở hai miền: đội tuyển Việt Nam Dân chủ Cộng hòa (miền Bắc) và đội tuyển Việt Nam Cộng Hòa (miền Nam). Trong khi Bắc Việt Nam không phải là thành viên của AFC (Liên đoàn bóng đá châu Á) hay FIFA (Liên đoàn bóng đá thế giới) và do đó không có điều kiện tham gia các giải đấu quốc tế chính thức, thì miền Nam – tức Việt Nam Cộng hòa – lại là thành viên đầy đủ của cả hai tổ chức này. Nhờ đó, Việt Nam Cộng hòa đã có cơ hội tham dự hai kỳ Cúp bóng đá châu Á đầu tiên vào các năm 1956 và 1960, và đạt được thành tích không tồi khi đều lọt vào tới bán kết – thành tích vẫn được ghi nhận trong lịch sử bóng đá châu Á.
Sau ngày đất nước thống nhất năm 1975, Việt Nam rơi vào thời kỳ khó khăn kéo dài với hàng loạt cuộc xung đột biên giới như chiến tranh với chế độ Khmer Đỏ ở Campuchia và cuộc chiến tranh biên giới phía Bắc với Trung Quốc. Đồng thời, Việt Nam cũng phải đối mặt với các lệnh cấm vận quốc tế nghiêm ngặt, dẫn đến khủng hoảng kinh tế sâu rộng và tình trạng bị cô lập trên trường quốc tế. Trong bối cảnh đó, sự phát triển của bóng đá Việt Nam gần như bị đóng băng: thiếu thốn cơ sở vật chất, điều kiện thi đấu hạn chế, và rất ít cơ hội cọ xát với quốc tế. Đây là một giai đoạn trầm lắng kéo dài hơn một thập kỷ, khiến bóng đá Việt Nam bị bỏ lại phía sau so với nhiều quốc gia châu Á khác.
Mãi đến năm 1986, với chính sách Đổi mới và mở cửa nền kinh tế, Việt Nam mới từng bước tái hội nhập với cộng đồng quốc tế. Quá trình bình thường hóa quan hệ ngoại giao và dỡ bỏ cấm vận vào thập niên 1990 đã tạo điều kiện để thể thao, đặc biệt là bóng đá, khôi phục và phát triển trở lại. Việt Nam tái gia nhập AFC, bắt đầu tham gia các giải đấu cấp độ khu vực như SEA Games, Tiger Cup (sau này là ASEAN Cup), rồi dần dần hướng đến các giải đấu cấp độ châu lục.

### Các Tiểu vương quốc Ả Rập Thống nhất
Đội tuyển Các Tiểu vương quốc Ả Rập Thống nhất (UAE) – một đại diện của bóng đá Tây Á – bắt đầu hành trình của mình tại Asian Cup từ năm 1980. Họ nhanh chóng khẳng định vị thế tại khu vực khi góp mặt ở vòng chung kết FIFA World Cup 1990 tổ chức tại Ý – thành tích hiếm hoi với một đội tuyển châu Á thời điểm đó. Đỉnh cao của bóng đá UAE là ngôi Á quân Cúp bóng đá châu Á 1996 ngay trên sân nhà, và sau đó giành quyền tham dự Cúp Liên đoàn các châu lục 1997, một giải đấu quy tụ các nhà vô địch của các châu lục.
Bước sang thập niên 2000, UAE được dẫn dắt bởi huấn luyện viên người Pháp Bruno Metsu – người từng gây tiếng vang lớn khi cùng đội tuyển Senegal lọt vào tứ kết 
FIFA World Cup 2002. Dưới sự huấn luyện của ông, UAE không chỉ vượt qua vòng loại Asian Cup 2007 với thành tích ấn tượng, mà còn giành chức vô địch Cúp bóng đá Vùng Vịnh tổ chức trên sân nhà vào đầu năm 2007. Với lực lượng đồng đều và nhiều cầu thủ đang đạt độ chín, đội tuyển UAE được đánh giá là một trong những ứng viên sáng giá tại vòng bảng Asian Cup năm đó, đặc biệt là khi phải đối đầu với một Việt Nam lần đầu tiên tham dự giải với tư cách một quốc gia thống nhất.

## Trước trận đấu

### Việt Nam
Việt Nam thể hiện không tốt ở vòng loại World Cup 2006, đứng thứ ba với thành tích 1 thắng, 1 hòa và 4 thất bại. Màn trình diễn của đội cũng bị chỉ trích tại Giải vô địch bóng đá Đông Nam Á 2007, nơi họ để thua 2–0 sau hai lượt trận trước Thái Lan. Tại Asian Cup 2007, Việt Nam nằm chung bảng với các nhà cựu vô địch Nhật Bản, nhà vô địch Đại hội thể thao châu Á 2006 Qatar và nhà vô địch Cúp bóng đá vịnh Ả Rập Các Tiểu vương quốc Ả Rập Thống nhất. Hơn nữa, Việt Nam là đội có thứ hạng FIFA thấp nhất tại giải đấu, với thứ hạng 172 vào thời điểm đó.
Để chuẩn bị cho giải đấu, Việt Nam đã thi đấu 2 trận giao hữu với Jamaica và Bahrain. Bahrain trước đó đã đứng thứ tư tại Asian Cup 2004. Sau khi đánh bại Jamaica với tỷ số 3–0, Việt Nam đã giành chiến thắng 5–3 trước Bahrain.

### Các Tiểu vương quốc Ả Rập Thống nhất
UAE gặp vấn đề về chấn thương trước giải nhưng được kỳ vọng sẽ giành chiến thắng ở trận này. Nhà vô địch Cúp bóng đá vịnh Ả Rập năm ngoái có nhiều tên tuổi hàng đầu trong danh sách, bao gồm Ismail Matar, Amer Mubarak và Faisal Khalil. Được dẫn dắt bởi HLV người Pháp Bruno Metsu, người đã dẫn dắt Senegal đến tứ kết FIFA World Cup 2002, UAE cũng thống trị bảng xếp hạng FIFA, đứng thứ 87 trên bảng xếp hạng vào thời điểm đó.

## Trận đấu

### Diễn biến

#### Hiệp một
Trận đấu bắt đầu vào lúc 19:35 (UTC+7) dưới sự chứng kiến của 39,450 khán giả.
Dưới sự điều khiển của trọng tài người Lebanon Talaat Najm, Việt Nam và UAE đã bắt đầu trận đấu đầu tiên của mình tại bảng B. UAE đã có một khởi đầu nhanh chóng, gây áp lực lên hàng thủ Việt Nam trong vài phút đầu tiên. Trước phần lớn khán giả chủ nhà, UAE đã kiểm soát thế trận ngay từ những phút đầu tiên, thể hiện được tài năng và bản lĩnh. Họ kiểm soát bóng vượt trội và tạo ra nhiều cơ hội nhưng không thể ghi bàn. Ở chiều ngược lại, Việt Nam cũng có nhiều cơ hội nhưng không thể ghi bàn do dứt điểm kém.
Chính sự thi đấu kỷ luật của các cầu thủ Việt Nam đã khiến hiệp 1 khép lại với tỷ số hòa 0–0. Thủ môn Dương Hồng Sơn của Việt Nam đóng vai trò quan trọng trong việc giữ được tỷ số ở hiệp một.

#### Hiệp hai
Đội tuyển UAE cũng chiếm ưu thế trong hiệp hai. UAE bỏ lỡ nhiều cơ hội nhưng chơi lấn lướt, bỏ ngỏ khả năng Việt Nam phản công.
Hàng thủ UAE chuyền bóng cho Ismail Matar trước khi Huỳnh Quang Thanh cản phá, người chuyền cho Nguyễn Minh Phưong trước khi xâm nhập vòng cấm UAE. Pha chạy chỗ chậm của Nguyễn Công Phượng và pha dứt điểm quyết đoán của Quang Thanh đã giúp Việt Nam vượt lên dẫn trước 1-0 ở phút 64.
Faisal Khalil đã có cơ hội gỡ hòa cho UAE nhưng lại dứt điểm không thành công. Việt Nam sau đó tận dụng hàng phòng ngự dâng cao của đối phương để tổ chức phản công. Tuy nhiên, Phùng Văn Nhiên lại ra quyết định chậm và sớm bị Rashid Abdulrahman đoạt bóng rồi chuyền cho Matar. Nỗ lực của Matar bị thủ môn Việt Nam cản phá, bóng tìm đến chân Minh Phưong. Sau đó, anh tung một đường chuyền dài cho Lê Công Vinh để cầu thủ này tung bóng qua đầu Majed Nasser ở phút 73, giúp Việt Nam nâng tỷ số lên 2–0.
UAE tấn công dồn dập trong những phút cuối trận nhưng vô ích. Việt Nam thắng 2–0, tạo ra cú sốc lớn nhất kể từ đầu giải.

### Kết quả chung cuộc
| Việt Nam                                 | 2–0      | UAE |
| ---------------------------------------- | -------- | --- |
| Huỳnh Quang Thanh 64' · Lê Công Vinh 73' | Chi tiết |     |

| Việt Nam | UAE |

| TM               | 22 | Dương Hồng Sơn         |     |       |
| HV               | 16 | Huỳnh Quang Thanh      | 58' |       |
| HV               | 3  | Nguyễn Huy Hoàng       | 78' |       |
| HV               | 7  | Vũ Như Thành           | 33' |       |
| HV               | 2  | Phùng Văn Nhiên        |     |       |
| TV               | 17 | Nguyễn Vũ Phong        | 88' |       |
| TV               | 14 | Lê Tấn Tài             |     |       |
| TV               | 12 | Nguyễn Minh Phương (c) |     | 77'   |
| TV               | 19 | Phan Văn Tài Em        | 25' |       |
| TĐ               | 18 | Phan Thanh Bình        |     | 84'   |
| TĐ               | 9  | Lê Công Vinh           |     | 90+5' |
| Thay người:      |    |                        |     |       |
| TV               | 15 | Nguyễn Minh Chuyên     |     | 77'   |
| TĐ               | 21 | Nguyễn Anh Đức         |     | 84'   |
| TĐ               | 10 | Huỳnh Phúc Hiệp        |     | 90+5' |
| Huấn luyện viên: |    |                        |     |       |
| Alfred Riedl     |    |                        |     |       |

| TM               | 1  | Majed Nasser         | 63'   |     |
| HV               | 17 | Youssef Jabber       |       |     |
| HV               | 6  | Rashid Abdulrahman   |       |     |
| HV               | 8  | Haider Alo Ali       | 45+1' |     |
| HV               | 14 | Basheer Saeed        | 90+3' |     |
| TV               | 2  | Abdulrahim Jumaa (c) | 59'   |     |
| TV               | 20 | Hilal Saeed          |       | 80' |
| TV               | 13 | Ahmed Dada           |       | 70' |
| TĐ               | 15 | Mohamed Al-Shehhi    |       |     |
| TĐ               | 11 | Faisal Khalil        |       |     |
| TĐ               | 10 | Ismail Matar         |       |     |
| Thay người:      |    |                      |       |     |
| TV               | 7  | Khalid Darwish       |       | 70' |
| TV               | 18 | Amer Mubarak         |       | 80' |
| Huấn luyện viên: |    |                      |       |     |
| Bruno Metsu      |    |                      |       |     |

| Trợ lý trọng tài: Mustafa Taleb (Liban) Reza Sokhandan (Iran) Trọng tài thứ tư: Masoud Moradi (Iran) Giám sát trận đấu: Munem Fakhoury (Jordan) Giám sát trọng tài: Hussain Ghadhanfer (Kuwait) | Quy định trận đấu - 90 phút. - 12 cầu thủ dự bị. - Thay tối đa 3 cầu thủ. |

## Sau trận đấu
Chiến thắng của Việt Nam trước UAE được coi là một trong những cú sốc lớn nhất của giải đấu. Trước khi giải đấu khởi tranh, Việt Nam được dự đoán sẽ sớm bị loại vì thứ hạng thấp nhất của họ trên bảng xếp hạng FIFA, trong khi UAE được dự đoán sẽ tiến vào vòng sau. Trận đấu này có tính chất đáng kể đối với giải đấu và gây ra một làn sóng bất ngờ tại Asian Cup, bao gồm chiến thắng 3–1 gây sốc của Iraq trước Úc và chiến thắng 2–1 của Bahrain trước Hàn Quốc. Mặc dù họ thua 4–1 trước một Nhật Bản mạnh hơn nhiều, Việt Nam đã thành công trong việc giành vé vào tứ kết, nơi họ đã bị đánh bại bởi Iraq – đội tuyển sau đó trở thành đội vô địch. Cũng với kết quả này, Việt Nam là đội tuyển duy nhất trong số bốn quốc gia chủ nhà và là một trong ba đội giành chiến thắng trong một trận đấu. Trận đấu được coi là sự hồi sinh đối với bóng đá trong nước.
Đối với đội tuyển UAE, thất bại của họ đã tác động đáng kể đến sự tự tin và tinh thần thi đấu của toàn đội. Họ đã bị Nhật Bản đánh bại 3–1 ở lượt trận thứ hai, mặc dù đội giành chiến thắng 2–1 trước Qatar, nhưng cũng không thể giúp họ giành quyền vào tứ kết. Trớ trêu thay, chiến thắng của họ còn giúp cho Việt Nam giành quyền vào vòng đấu loại trực tiếp. Sau giải đấu, thành tích của UAE tiếp tục sa sút. Lần tham dự tiếp theo của họ tại Cúp bóng đá châu Á 2011 ở Qatar thậm chí còn thảm hại hơn khi một trong những cầu thủ của đội tuyển nước này đã phản lưới nhà hai lần trong hai trận đấu và dẫn đến việc đội tuyển kết thúc ở vị trí cuối cùng trong bảng đấu của mình, sau Iran, Iraq và thậm chí còn đứng sau đội tuyển yếu hơn là Triều Tiên. Phải đến kỳ Asian Cup 2015, đội mới cải thiện thành tích của mình với việc giành được vị trí thứ ba.
Việt Nam không vượt qua vòng loại của một kỳ Asian Cup nào khác cho đến kỳ Asian Cup 2019 được tổ chức tại UAE. Việt Nam đã lọt vào tứ kết mặc dù nằm cùng bảng với các đội tuyển rất mạnh ở khu vực Trung Đông đồng thời là cựu vô địch Asian Cup là Iran và Iraq. Việt Nam cũng đã vượt qua được hai đội 
tuyển khác ở khu vực Trung Đông là Yemen và Jordan, cả hai đều có chung mối quan hệ văn hóa với UAE. Trong khi đó, UAE đã lọt vào bán kết trong giải đấu thứ hai liên tiếp, nhưng không thể đánh bại nhà vô địch sau đó là Qatar trong trận thua đáng thất vọng với tỷ số 0–4.
Đến năm 2019, cả hai đội tuyển Việt Nam và UAE đều được xếp vào Bảng G ở vòng loại thứ hai của FIFA World Cup 2022 cùng với ba đội tuyển khác tại khu vực Đông Nam Á là Indonesia, Malaysia và Thái Lan trong một bảng đấu được mô tả là dễ dàng cho cả hai đội. Việt Nam đã có thêm một lần nữa giành chiến thắng trước UAE với chiến thắng 1–0 trên sân nhà để có chiến thắng đầu tiên sau 12 năm và dẫn đến việc huấn luyện viên Bert van Marwijk bị sa thải. Do những ảnh hưởng tiêu cực của tình hình dịch COVID-19 tại châu Á, Liên đoàn bóng đá châu Á (AFC) quyết định chuyển toàn bộ các trận đấu còn lại của bảng G sang tổ chức tại UAE, và đội tuyển nước này đã tận dụng lợi thế sân nhà của mình để qua đó giành bốn chiến thắng liên tiếp, bao gồm chiến thắng 3–2 trong trận lượt về với Việt Nam để giành quyền vào vòng loại thứ 3 và AFC Asian Cup 2023 với tư cách là đội đứng thứ nhất bảng G. Trong khi đó, Việt Nam cũng đã giành được cả hai suất đi tiếp với việc đứng thứ nhì tại bảng G và là một trong 5 đội nhì bảng có thành tích tốt nhất sau khi Úc đánh bại Jordan với tỷ số 1–0 và sau đó là Ả Rập Xê Út giành chiến thắng trước Uzbekistan với tỷ số 3–0.